# Cá rô Cape
Cá rô Cape (tên khoa học Sandelia capensis) là một loài cá thuộc họ Anabantidae. Đây là loài đặc hữu của Nam Phi.

## Hình ảnh

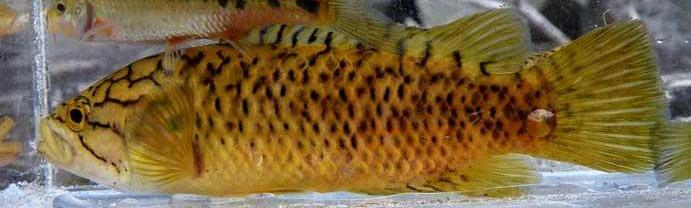
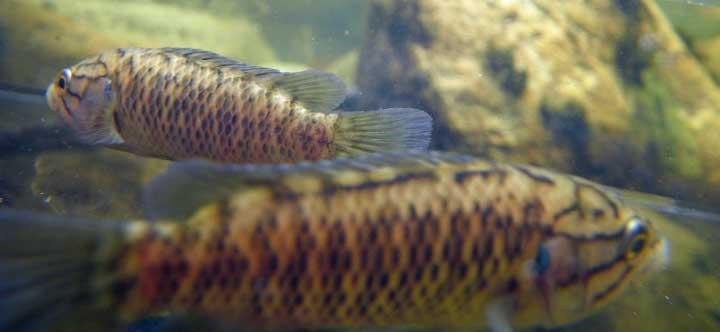